# دنوی موتورز
دنوی موتورز (انگلیسی: Denway Motors) شرکت خودروسازی چینی است، که در سال ۱۹۹۲ تأسیس شد.